# Ghannouch
Ghannouch (arabisch غنوش, DMG Ġannūš) ist eine tunesische Stadt im Gouvernement Gabès mit 22.186 Einwohnern (Stand: 2004).

## Geographie
Etwa sieben Kilometer südlich von Ghannouch befindet sich die Stadt Gabès. Die angrenzende Gemeinde heißt Bouchamma und befindet sich im Süden. Die Stadt liegt direkt an der Küste des Golfs von Gabes im Libyschen Meer im östlichen Tunesien.